# コーナーショット

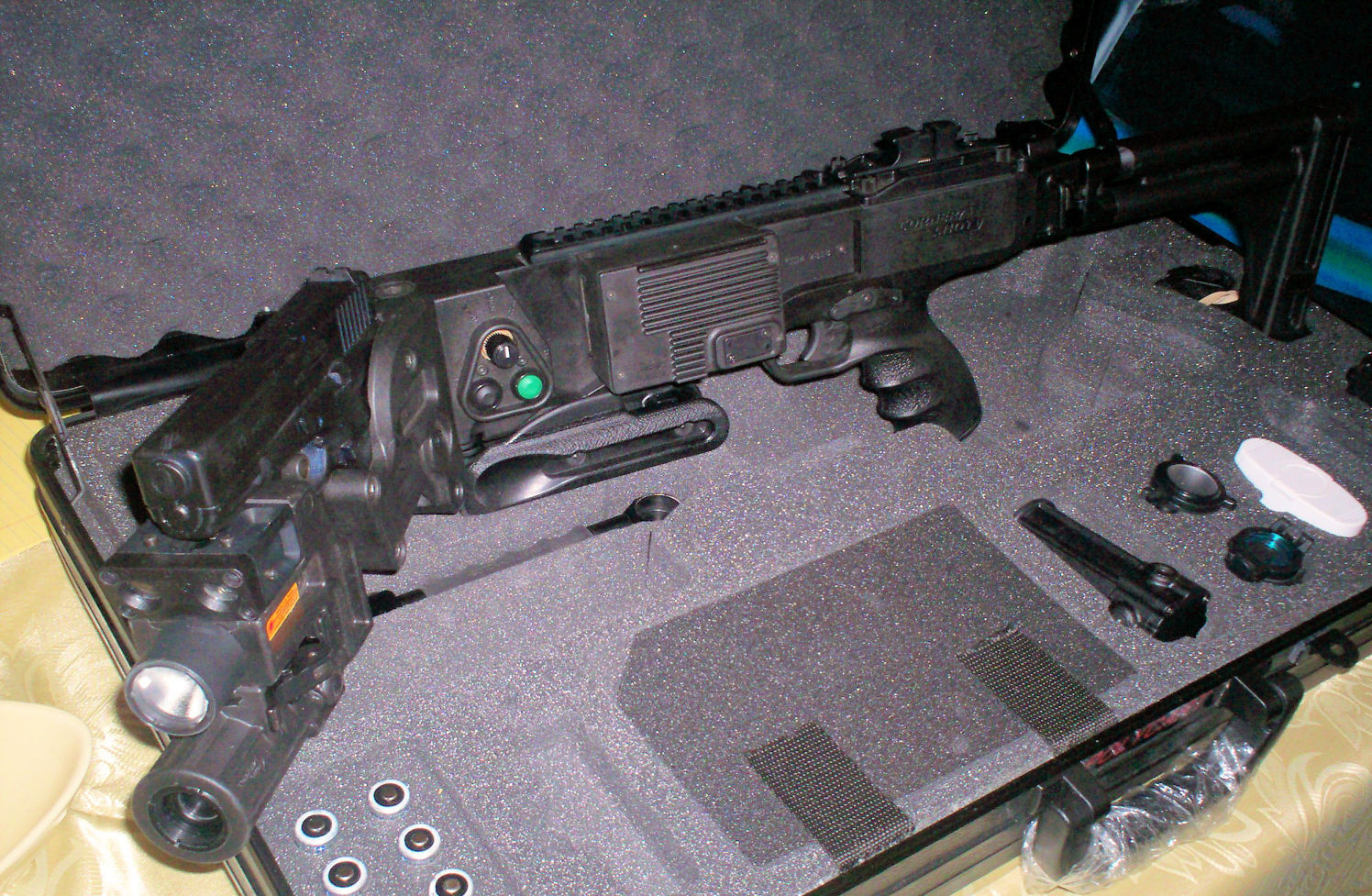
スタンダードタイプのコーナーショット

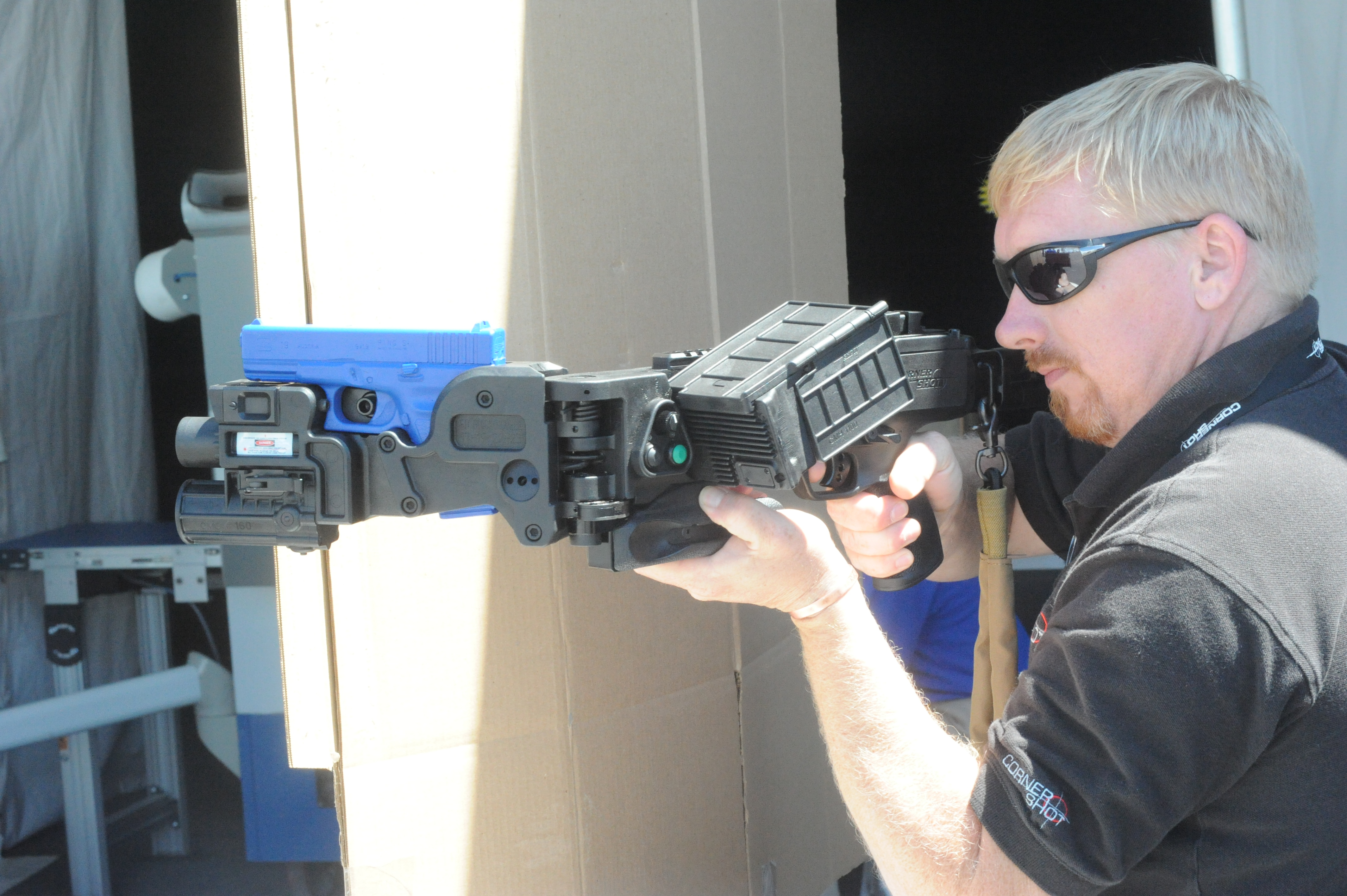
壁際でコーナーショットを曲げて構える。青い部分が取りつけられた模擬拳銃。

コーナーショット (CornerShot) とは、射撃手の体を完全に敵から隠しながら撃つという目的に特化した銃。
2000年代初頭に人質事件や対テロリスト用を主目的に、SWATチームや特殊部隊向けとしてイスラエルで開発された。

## 基本仕様
基本仕様のコーナーショットでは、セミ・オートマティック拳銃をコーナーショット前方部に取り付ける（下記の通り拳銃を別種の銃器に取りかえることもできる）。コーナーショット後方部に取り付けられたトリガーは無線技術によって拳銃側トリガーと同調して、後方部のトリガーを引くことによって直接射撃することが可能である。
引き金を操作する張力は21ニュートン、全長82cm、重量は3.86kgである。

## 機能説明
基本仕様のコーナーショットは拳銃を水平60度に曲げることができる装置の前方部に取り付け、マズルの下にフラッシュライトと共に取り付けられたビデオカメラから画像を取り込み、トリガー、フラッシュライトとビデオカメラ用のスイッチなどで構成された装置後方部に付いた液晶画面から確認する事ができる。カメラは魚眼のワイドと、ズームの2つを切り替えることができる。この画面表示により、障害物越しの状況を確認し、安全に行動・指示を判断することができる事前偵察も可能。
派生装備として通称「スコーピオン」と称する高所用の装備も存在する。これは伸縮する棒を取り付けて高所にある窓などから攻撃する目的を持つ。想定している対装備重量は1.4kg（拳銃）。こちらは無線ではなくケーブルを介してトリガーを操作する。
また、注意を引くことを目的とした銃口擬装用にぬいぐるみを取りつけることができる。子猫のぬいぐるみ（足をバイポッドにかぶせている）を取りつけてメディア掲載されたのが話題となっている。

## 別機種仕様

### 40mmグレネード・ランチャー
40mmグレネードランチャーはブリーチ・ローディング式（バレルの後ろ側から弾を詰める方式。マズル・ローディング式の逆。）で装弾数は一発である。使用済み薬莢は次のリロードのために自動排出される。これと同じ物の37mm仕様が、法執行機関向けに用意されている。
40mmグレネードランチャーのライフリングは1:1.224、全長90cm、重量は4.4kg、銃弾速度74.5m/s(M-406グレネード)、一点を狙った場合の正確射撃の距離は150mで、榴弾を使用した場合の有効範囲は350mである。

### アサルト・ピストル・ライフル(APR)
アサルトライフルを小型化した、特注のアサルトピストルをコーナーショットに接続することによって5.56mmのライフル用の銃弾を使用することができる。またアサルトピストルをコーナーショット本体からはずし、単体で使用することもできる。

### コーナーショット・パンツァーファウスト(CSP)
2004年、パリで行われたミリタリートレードショーでデビューしたCSPは対装甲車両用として、パンツァーファウスト対戦車弾を発射できる。また、基本仕様の60°から90°へと可動角度が広がっている。

## 類似機能を持つ武器
似た機能を持つものとして第二次世界大戦中、ナチス・ドイツが使用した曲射銃身「クルム・ラウフ Krummlauf」が挙げられる。
曲射銃身の場合は、銃口に曲射アタッチメントを外付けする、あるいは銃身そのものを曲げるのに対して、コーナーショットの場合は銃をコーナーショット側に取り付けると言うのが両装置の間の大きな違いである。
また、第一次世界大戦中から戦間期にかけて、塹壕の中から射撃するためにクランクに似た形の曲銃床が作られている。アメリカ軍および自衛隊では、グリースガンに取り付けられる曲射銃身をテストしたことがある。これはナチス・ドイツのStG44などに使用されたフォアザッツないしフォアザッツラウフ (VorsatzないしVorsatzlauf、誤ってボーザッツラウフと表記される場合あり) に近い。

## 登場作品

### 映画・テレビドラマ
『CSI:マイアミ』
シーズン5第2話に登場。暴走族が警察の潜入捜査官を狙撃するのに使用。また、密売もしている。
『RED/レッド』
物語冒頭、主人公のフランク・モーゼズの家を襲った傭兵が使用。グロック17を装着している。
『ウォンテッド』
アンジェリーナ・ジョリー扮するフォックスがドラッグストア内で使用。本体に拳銃を装着するシーン、稼働、射撃シーンあり。
『交渉人：standoff』
SWAT隊員が使用。グロックを装着している。
『ザ・ラストシップ』
シーズン2第4話にて、架空のマーシー級病院船「サラス」を襲撃する武装集団が使用。
『The Mentalist』
シーズン5、エピソード9のブラック・チェリーに登場。CBI捜査官のチョウがギャング対策課へ容疑者についての聞き込みをするシーンで登場。チョウが触れる演出しかなく射撃シーンはない。

### 漫画・アニメ
『さばげぶっ!』
トイガンが登場。テレビ番組「フューチャーウェポン」などで先端カモフラージュ用として紹介されている銃口擬装用の子猫のぬいぐるみの銃口カバーを併用している。
『フルメタル・パニック!』
フルメタル・パニック! The Second Raid 3-4話にてミスリル兵士がサプレッサー銃を取り付け、使用。